# Putih Abu-Abu
Putih Abu-Abu é uma novela produzida pela Screenplay Productions. Esta novela começou a ser exibida em 12 de fevereiro de 2012, além de estrelar Eza Gionino, Adzana Bing Slamet, com Girlband Blink.

## Prêmios e indicações
| Ano  | Prêmio            | Categoria                               | Receptor        | Resultado |
| ---- | ----------------- | --------------------------------------- | --------------- | --------- |
| 2012 | Prêmios SCTV 2012 | Ator Coadjuvante Mais Popular           | Derby Romero    | Venceu    |
| 2012 | Prêmios SCTV 2012 | Atriz principal mais popular            | Febby Rastanty  | Venceu    |
| 2012 | Prêmios SCTV 2012 | Atriz Coadjuvante Mais Popular          | Agatha Pricilla | Venceu    |
| 2012 | Prêmios SCTV 2012 | O programa SCTV mais popular            | Putih Abu-Abu   | Indicado  |
| 2012 | Prêmios SCTV 2012 | A banda de garotos/garotas mais popular | Blink           | Indicado  |